# Worse Than Dead
Worse Than Dead è il primo album degli Iron Reagan.

## Tracce
1. Drop the Gun – 1:17
2. Slightly Out of Focus – 0:33
3. I Predict the Death of Harold Camping – 1:16
4. Cycle of Violence – 1:37
5. Eyes Piss Tears – 1:10
6. Insanity Plea(se)? – 0:45
7. A Joke A Fraud A Fake – 1:16
8. Rats in a Cage – 1:04
9. We Know You're Hiding – 1:06
10. Pay Check – 1:23
11. Midlothian Murder Mile – 1:50
12. The Debt Collector – 1:57
13. I Ripped That Testament a New Asshole – 1:15
14. Bodies – 1:38
15. Eat Shit and Live – 1:50
16. Two Examples – 1:31
17. Snake Chopper – 0:55
18. Warp Your Mind – 1:55
19. Walking Out – 1:39

## Formazione
- Tony Foresta – voce
- Mark Bronzino – chitarra
- Phil Hall – chitarra
- Paul Burnette – basso
- Ryan Parrish – batteria